# San Luis Potosí
San Luis Potosí este unul din cele 31 de state federale ale Mexicului. 